# اونا باتله
اونا باتله (انگلیسی: Ona Batlle؛ زادهٔ ۱۰ ژوئن ۱۹۹۹) بازیکن فوتبال اهل اسپانیا است.
از باشگاه‌هایی که در آن بازی کرده‌است می‌توان به باشگاه فوتبال زنان منچستر یونایتد، باشگاه فوتبال زنان مادرید، و باشگاه فوتبال زنان بارسلونا اشاره کرد.
وی همچنین در تیم‌های ملی فوتبال Spain women's national under-17 football team, Spain women's national under-19 football team, Spain women's national under-20 football team، زنان اسپانیا، و Catalonia women's national football team بازی کرده‌است.